# Russkij mir
Russkij mir (pol. świat rosyjski, ros. русский мир) – koncepcja interdyscyplinarna, operująca różnymi znaczeniami i konotacjami. W literaturze naukowej ukształtowano trzy główne ujęcia teoretyczne – kulturowo-cywilizacyjne, geopolityczne i religijne. Sam termin „świat rosyjski” nie ma definicji prawnej, co pozwala różnym autorom rozumieć przez niego projekt integracyjny, strategię diaspory, centrum cywilizacyjne, „ideę rosyjską”, technologię polityczną, ideologię itp.
Od początku XXI wieku pojęcie „rosyjskiego świata” jest wykorzystywane przez władze Rosji jako doktryna polityki zagranicznej. Poza Rosją jest często kojarzony z jej działaniami w polityce zagranicznej. Bazę „rosyjskiego świata” stanowi Rosja oraz pojęcie rosyjskiej zagranicy.

## Geneza koncepcji „rosyjskiego świata”
Pojęcie „świata rosyjskiego” ma dawne korzenie historyczne. W źródłach średniowiecznych definiowała cywilizację starożytnej Rusi. W dużej mierze historyczną dominantą w kształtowaniu się świata rosyjskiego jako cywilizacji były duchowe i moralne fundamenty Rosyjskiej Cerkwi Prawosławnej.
Najwcześniejsze zastosowanie terminu „Russkij mir” pojawiło się w zabytku staroruskiej literatury: „Słowo o odnowie dziesięciny w cerkwi” (XI w.), Kiedy wielki książę kijowski Izjasław Jarosławicz wychwalał wyczyn św. Klemensa Rzymskiego, – „...nie tylko w Rzymie, ale wszędzie: zarówno w Chersoniu, jak i w świecie rosyjskim”. Jednocześnie chodziło o okres przedpaństwowy w historii Słowian wschodnich.
Po najeździe mongolskim w latach 1237–1240 Ruś została podzielona na dwa wieki. Jej zachodnia część (terytorium dzisiejszej Ukrainy i Białorusi) weszła w skład Polski i Litwy (później zjednoczonej w Rzeczpospolitą), a północno-wschodnia (dzisiejsza Rosja) pozostała pod jarzmem mongolsko-tatarskim, uwolnionym od niego dopiero w 1480 roku. W rezultacie świat rosyjski jako cywilizacja uległ zróżnicowaniu etnicznemu i językowemu:
Rosjanie (Wielkorusini) / j. rosyjski
Ukraińcy (Małorusini) / j. ukraiński
Białorusini / j. białoruski

## Lata 1990–2000
Od początku lat 90. Russkij mir był często interpretowany jako kulturowo-historyczna idea wspólnoty międzynarodowej, międzypaństwowej i międzykontynentalnej, mająca na celu zjednoczenie rozdzielonych rosyjskojęzycznych rodaków.
Zdaniem większości badaczy pojęcie „świata rosyjskiego” zostało wprowadzone do współczesnego dyskursu naukowo-politycznego w latach 1993–1997 przez P.G. Szczedrowickiego i E.W. Ostrowskiego. Jednak sam P.G. Szczedrowicki nie rości do tego pretensji. Jego zdaniem świat rosyjski powstał „w XX wieku pod wpływem przemian historycznych, wojen światowych i rewolucji na planecie” i jest obecnie strukturą sieciową dużych i małych społeczności myślących i mówiących po rosyjsku.
Wstępne sformułowanie pojęcia jako zjawiska o charakterze wyłącznie kulturowym związanym z „miękką siłą” i wpływem rosyjskojęzycznej diaspory na obczyźnie zostało w dyskusji politologów rozszerzone o definicje o charakterze geoekonomicznym, odnoszące się do „rosyjskiego świata” jako obiektywnie istniejącej przestrzeni grawitującej w kierunku Rosji oraz, także co do terytorium, dla którego irredentyzm etnicznych Rosjan jest uzasadniony, w celu budowy ich państwa narodowego.
Do początku lat dwutysięcznych niektórzy badacze uważali, że koncepcja ta odzwierciedla geopolityczną i społeczno-kulturową rzeczywistość (niektórzy uważali, że „rosyjski świat” jest podzielony i fragmentaryczny), istniał inny, dość rozpowszechniony punkt widzenia, zgodnie z którym w rzeczywistości „rosyjski świat” „Jest chimerą, nie da się jej ustrukturyzować”.

## Rosyjska zagranica
Wielu badaczy przypisuje diasporę rosyjską wprowadzonej przez R. Brubakera koncepcji etnopolitologicznej – „diaspory kataklizmiczne”, które w odróżnieniu od diaspory robotniczej powstały w wyniku wojen, dezintegracji, upadku imperiów i innych negatywnych procesów. W przypadku diaspory rosyjskiej stało się to głównie w wyniku wojny domowej 1917–1923 (tzw. Biała emigracja) i rozpadu ZSRR w 1991 roku. W pierwszym przypadku ludzie byli zmuszeni do opuszczenia swojej ojczyzny, gdzie w czasach sowieckich uważani byli za „wrogów narodu radzieckiego i państwa”, w drugim przypadku część Rosjan lub osób rosyjskojęzycznych (ponad 25 mln ludzi) wbrew swojej woli trafiła poza Rosję w wyniku zmiany granic. Od początku XXI wieku interakcje z rodakami za granicą są integralną częścią polityki zagranicznej Federacji Rosyjskiej.
„Russkij Mir” to projekt, który traktuje diasporę rosyjską za granicą i irredentę jako podstawę ponadpaństwowej sieci, która pozwala łączyć potencjały geopatyczne rosyjskiej metropolii i zagranicznych rodaków.

## Russkij mir w czasie inwazji Rosji na Ukrainę
Inwazja Rosji na Ukrainę rozpoczęta w lutym 2022 jest analizowana przez ekspertów jako przykład realizacji koncepcji russkogo mira.